# 西石切インターチェンジ
西石切インターチェンジ（にしいしきりインターチェンジ）は大阪府東大阪市西石切町にある第二阪奈道路のインターチェンジである。奈良方面への入口と奈良方面からの出口しかないハーフICである。

## 概要
第二阪奈道路の大阪側最終出入口で、以西は阪神高速13号東大阪線と接続している。西石切ICのすぐ東側には阪奈トンネルがある。このため、奈良方面から阪奈トンネルを抜けるとすぐに西石切ICがある。

### 西石切ICの通行禁止車両
危険物積載車両は当入口から流入すると次の長大トンネルが存在するため、通行ができない。
- 壱分・宝来・生駒市内・奈良市内方面 第二阪奈道路：阪奈トンネル

## 道路
- E92 第二阪奈道路

## 接続道路
- 国道308号（中央大通）
- 国道170号（大阪外環状線）

## 周辺
- 新石切駅
- 石切剣箭神社
- 東大阪市花園ラグビー場
- ドンキホーテ

## 隣
E92 第二阪奈道路
(13-08) 水走出入口（阪神高速13号東大阪線に接続） - (1)西石切IC - (2)壱分IC